# 長崎総合科学大学総合情報学部
長崎総合科学大学総合情報学部（ながさきそうごうかがくだいがくそうごうじょうほうがくぶ）は、長崎総合科学大学に設置されている学部の一つ。

## 概要
長崎総合科学大学総合情報学部は、2014年4月に誕生した学部で、21世紀循環型社会のIT（情報技術）の活用・開発に寄与し、高い国際性・技術者倫理・コミュニケーション能力・課題発見能力・課題解決能力を持つ人材の育成を目指している。
総合情報学部に総合情報学科を置き、その中に、知能情報コース、マネジメント工学コース、生命環境工学コースを用意した。
知能情報コースでは、自動車などの自動操舵、音声やパターンの認識、ロボットによる作業、人間に勝る人工知能など、情報工学と知能の発展に対応したカリキュラムを用意し、情報技術の基礎的な理論、セキュリティや情報倫理などを幅広く学んでいく。
マネジメント工学コースでは、会計や経営学や法律の知識、データ解析や情報処理技術を学び、文系と理系の２つの視点を備えた「文理複眼」と、現場での経験・体験を積んだ「実戦力」を学んでいく。
生命環境工学コースでは、環境問題に必要な省エネルギー、環境分析、生態学、食品・バイオの専門分野をカリキュラムに用意し、多分野にまたがる情報の「収集」と「処理」ができる技術者の能力を学んでいく。

## 沿革
- 2005年（平成17年）4月 - 長崎総合科学大学に情報学部知能情報学科・経営情報学科を設置。

- 2014年（平成26年）4月 - 工学部、情報学部、環境・建築学部を改編し、工学部工学科、総合情報学部総合情報学科を設置。組織

## 組織
総合情報学部
- 総合情報学科
  - 知能情報コース
  - マネジメント工学コース
  - 生命環境工学コース

## 学部長
- 下島 真